# Tell Vilmos (dráma)
Friedrich Schiller utolsó befejezett drámája a Tell Vilmos. A témával Goethe ismertette meg még 1797-ben, aki ebben az évben tért vissza svájci útjáról. A magával hozott térképeket és útleírásokat megmutatta Schillernek is, s eposzt kezdett írni. E tervéről azonban lemondott 1802-ben, a témát és az összegyűjtött forrásokat átadta Schillernek drámai feldolgozás céljából. Schiller 1803. október 27-étől kezdve lázasan dolgozott, hogy az inkább epikai feldolgozásra kívánkozó anyagból olyan drámát írjon, melyet a német nép a napóleoni háborúk időszakában várt tőle, a „szabadság költőjétől.”
Forrásként egy 16. századbeli krónikát használt, Aegidius Tschudi 1570-ben írt művét. Bátran támaszkodott barátjának, Johannes von Müller történésznek a véleményére is, akinek hálából beleírta a nevét a dráma szövegébe.
E dráma alapján készítette el 1836-ban Schneider József pesti kártyafestő a magyar kártyát.

## Szereplők
- Tell Vilmos
- Walter Fürst – Tell apósa
- Hermann Gessler – Schwyz és Uri birodalmi helytartója, zsarnok
- Werner von Attinghausen – zászlósúr, aggastyán
- Ulrik von Rudenz – Attinghausen unokaöccse
- Berta von Bruneck – gazdag örökösnő, Ulrik szerelme
- Werner Stauffacher
- Gertrud – Stauffacher felesége
- Hedvig – Tell hitvese
- Walter és Vilmos – Tell fiai
- Rudolf Harras – Gessler fővadásza
- Johannes Parricida – Svábország hercege
- Stüssi – csősz
- Kuoni – uribeli pásztor
- Ruodi – uribeli halász
- Werni – uribeli vadász
- Rösselmann plébános
- Freisshart és Leuthold – zsoldosok, akik a póznára szúrt kalapot őrizték
- Armgard, Mechthild, Elsbeth, Hildegard – parasztasszonyok

## Cselekmény
I. felvonás.
A Vierwaldstätti-tó partjára érkezik Baumgarten, aki Landenberg császári helytartó elől menekül. A viharos tavon senki sem meri átvinni, de Tell, a kitűnő vadász és kormányos vállalkozik rá. Stauffacher, a tekintélyes schwyzi parasztbirtokos vállalja, hogy elrejti Baumgartent. Ezután Tell-lel együtt Altorfba megy, ahol Gessler helytartó nagy erődítést építtet. Stauffacher a politikai összefogás híve, Tell azonban nem akar belekapcsolódni semmiféle szövetségbe sem. Ha tetteire számítanak, „hívjátok Tellt – úgysem tud elmaradni” – mondja. A három őskanton képviselői – Schwyz nevében Stauffacher, Uri nevében Walther Fürst, Tell apósa, Unterwalden nevében pedig az önkény elől menekülő Melchthal – készítik elő a politikai szövetséget. 
II. felvonás.
Attinghausen zászlósúr, az ősi svájci nemesség képviselője hevesen vitatkozik unokaöccsével, Rudenz Ulrikkal, aki az osztrákok pártján áll. A három kanton képviselői a Rütli-réten megkötik politikai szövetségüket, és megállapodnak abban, hogy az általános felkelést karácsonykor robbantják ki. 
III. felvonás.
Tellt családja körében látjuk; útra készül fiával, Walterrel, hogy apósát felkeresse. Rudenz, a szép nemes hölgy, Bertha kedvéért pártolt az elnyomókhoz. Szerelmi kettősükből kiviláglik, hogy a rokonok házassági terveivel szemben Bertha Rudenzet szereti, és szívvel-lélekkel a svájciak szabadságát támogatja. Ő, az idegen származású nemes hölgy vezeti vissza népéhez Rudenzet. Gessler helytartó Altorf mellett egy póznára tűzött kalap elé őrséget állíttatott, és elrendelte, hogy mindenki tisztelegjen a kalap előtt. Tell fiával érkezik, és nem is ügyel a póznára. Amikor le akarják tartóztatni, a nép pártját fogja; dulakodás támad. Ekkor érkezik Gessler és kísérete. Hiába könyörögnek a svájciak, hiába lép fel Bertha és Rudenz Tell érdekében, Gessler ragaszkodik hozzá, hogy Tell fia fejéről lőjön le egy almát. Tell végrehajtja a veszélyes tettet, de a helytartó faggatására megvallja, hogy a magához vett második nyílvesszőt neki szánta abban az esetben, ha elvétette volna a célt. Gessler erre letartóztatja, és hajón Küssnachtba viteti. 
IV. felvonás.

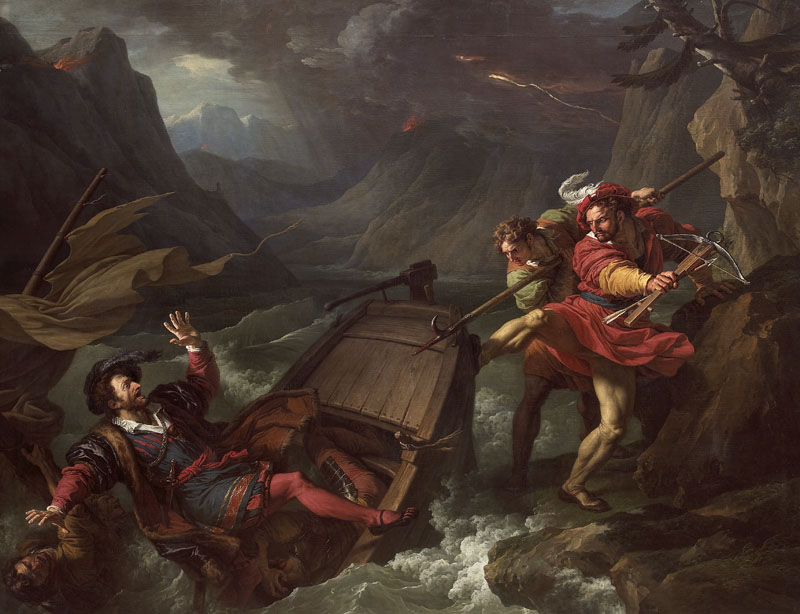
Tellnek sikerül egy kiálló sziklára ugorni

A vierwaldstätti tavon vihar dúl: megjelenik Tell, s elmondja, hogyan sikerült megszabadulnia Gessler hajójáról. A viharban rábízták a kormányzást, s ekkor sikerült egy kiálló sziklára ugornia. Attinghausen halálos ágyánál, a svájci férfiak legjobbjai előtt csatlakozik Rudenz a néphez, s egyben segítségüket is kéri eltűnt Berthája felkutatásához. A küssnachti mélyúton Armgart férjéért könyörög az érzéketlenül tovavonulni szándékozó Gesslernek, akit azonban ekkor Tell nyila talál el. Az arra menő násznép örömét fejezi ki a zsarnok pusztulása felett.
V. felvonás.
A nép az Altorf mellett épülő várat, „Uri jármát” lerombolja. Tell tettének hírére már mindenhol kitört a felkelés, s a nép elfoglalta a várakat. Megtudjuk, hogy a Gessler által fogságba ejtett Berthát sikerült megmenteni, majd Stauffacher a császár meggyilkolásának hírét mondja el. Tell házába szerzetesnek öltözve beállít Johannes Parricida, a herceg, aki Albert császárt megölte. Tell a maga jogos tettét élesen elhatárolja a herceg önző gonosztettétől.
A drámát a darab szereplőinek festői tablója zárja le, amely a svájci nép és nemesség egymásra találását is jelképezi: az utolsó mondatban Rudenz jobbágyainak felszabadítását jelenti be.

## Előadások
A Tell Vilmos ősbemutatóját 1804. március 17-én tartották Weimarban. Ezt követően már 1805-től Tell Vilmos, illetve a darab más szereplői is megjelentek a kártyákon.
Bécsben csupán 1810-ben mutatták be a drámát.

### Magyar előadások
A Schiller-drámát 1833-ban mutatta be magyarul (a színlap szerint „ford. Horváth”) először Nagybányán Fejér Károly vándortársulata, szinte mintegy népszínművé alakítva azt, ám az előadás mindenhol igen rossz kritikákat kapott.
A drámát a magyar fővárosban először a Nemzeti Színház vitte színre Gondol Dániel fordításában, a bemutató 1848. november 25-én volt.
1940-ben a Nemzeti Színház társulata mutatta be a darabot a Margitszigeti Szabadtéri Színpadon. Az előadást Abonyi Tivadar rendezte, a címszerepet Lehotay Árpád alakította.
A Vígszínház (akkori nevén Magyar Néphadsereg Színház) 1954-ben Egri István rendezésében tűzte műsorra Schiller művét, Deák Sándorral a főszerepben. A szöveget Vas István fordította.
1981-ben Ruszt József rendezésében mutatták be a darabot a Szegedi Szabadtéri Játékok keretén belül. Tell Vilmost Trokán Péter alakította.

## Magyar fordítások
- Mátéfy József 1822[5] (~1830, súgókönyve a Nemzeti Színház könyvtárában[4])
- Gondol Dániel 1848 novembere előtt[6] (súgókönyve a Nemzeti Színház könyvtárában[4])
- Szenvey József 1828 (kiadatlan)[4]
- Horváth (1933 előtt?, kiadatlan)[4]
- Tomor Ferenc 1869
- Heinrich Gusztáv 1883 (német nyelven, magyar bevezetéssel és jegyzetekkel)[7]
- Palmer Kálmán 1901[8]
- Váradi Antal 1901
- Harsányi Zsolt 1940[9]
- Vas István 1952. – érdemes megjegyezni, hogy a fordító az utolsó színt szervetlenül illeszkedőnek találta a drámában. Vajda György Mihály 1955-ös tanulmányában ezt megcáfolta.
  - Vas István fordítása az Európa Könyvkiadó Kétnyelvű Olcsó Könyvtár sorozatában is megjelent 1959-ben a német eredeti szöveggel együtt.

## A magyar kártya
Schneider József pesti kártyafestő 1836-ban Schiller Tell-drámájának szereplőit festette kártyalapokra, és ezzel megalkotta a klasszikus magyar kártyát. A fő vélekedés szerint Schneider a cenzúra miatt festette a lapokra a Habsburgok ellen lázadó svájciak és a svájci birodalmi helytartó, Hermann Gessler és emberei képét az egyre fokozódó reformkori hangulat közepette.